# King's Bounty: Armored Princess

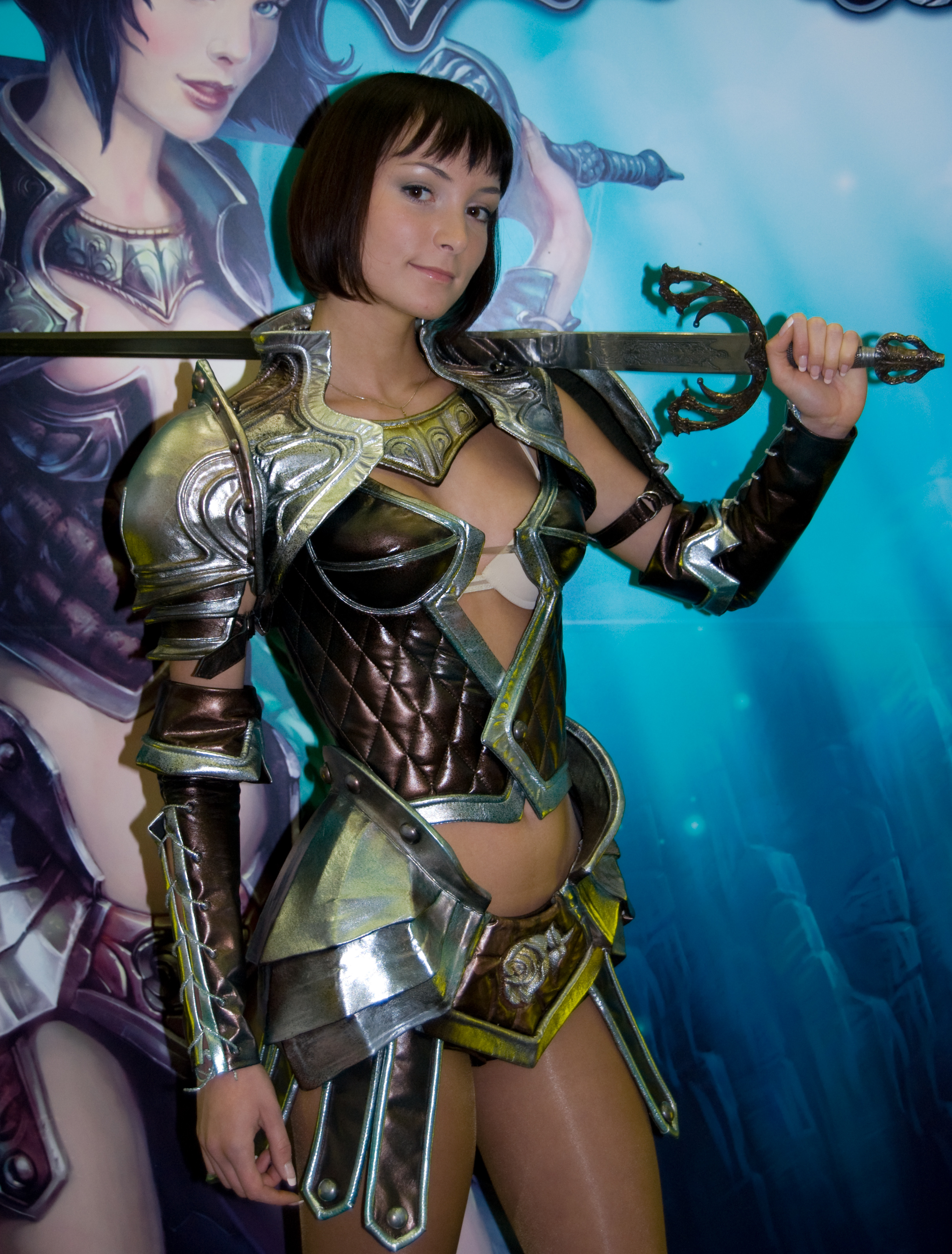
Cosplay d'un personnage du jeu.

King's Bounty: Armored Princess (King’s Bounty: Принцесса в доспехах) est un jeu vidéo de type tactical RPG développé par Katauri Interactive et édité par 1C Company, sorti en 2009 sur Windows.
Il a pour extension King's Bounty: Crossworlds.

## Accueil
- GameSpot : 8/10[1]